# Patent- och registerstyrelsen
Patent- och registerstyrelsen (finska: Patentti- ja rekisterihallitus) är en finländsk myndighet för registrering av företag och immateriella rättigheter. Den för handelsregistret och företagsinteckningsregistret samt registren över religionssamfund, föreningar och stiftelser. Den beviljar också patent, nyttighetsmodeller, mönsterskydd, varumärken och LEI-nummer. Styrelsen ansvarar vidare för godkännanden av och tillsyn över revisorer. 
Tillsammans med Skatteförvaltningen tillhandahåller Patent- och registerstyrelsen den företags- och organisationsdatasystemet. 
Patent- och registerstyrelsen har omkring 400 anställda och sorterar under arbets- och näringsministeriet. Den är ett nettobudgeterat ämbetsverk, vilket innebär att cirka 95 procent av utgifterna täcks av serviceavgifter.